# Heinrich Sylvester Theodor Tiling
Heinrich Sylvester Theodor Tiling  ( Limbaži, Letônia, 31 de dezembro de 1818 – Nevada City, Califórnia, 1871) foi um médico e botânico letão.